# Desa Mekarjaya (administrativ by i Indonesien, Jawa Barat, lat -7,24, long 107,86)
Desa Mekarjaya är en administrativ by i Indonesien.   Den ligger i provinsen Jawa Barat, i den västra delen av landet, 160 km sydost om huvudstaden Jakarta.